# Castello di Madregolo
Das Castello di Madregolo ist eine abgegangene mittelalterliche Burg im Ortsteil Madregolo der Gemeinde Collecchio in der italienischen Region Emilia-Romagna.

## Geschichte
Die erste dokumentarische Erwähnung einer Burg an dieser Stelle stammt von 1081, als König Heinrich IV. sie dem Bistum Parma stiftete.
Später fiel die Burg an Ugulotto Biancardo, der sich in den ersten Jahren des 15. Jahrhunderts, als Ottobuono de’ Terzi der Herrscher Parmas war, mit den Rossis über sie stritt.
1409 überließ sie Niccolò III. d’Este den Sanvitales, wofür er dennoch die Gegnerschaft der De’ Terzis erntete, denen es 1421 gelang, sie dank des Eingreifens von Filippo Maria Visconti, der den Sanvitales mit offener Feindschaft begegnete, in ihren Besitz zu bringen. Jedenfalls brachten die fortbestehenden Ansprüche auf die Burg den oben genannten Herzog dazu, einige Jahre später ihren Abriss anzuordnen.
Anfangs waren einige Wissenschaftler der Meinung, dass die Burg der Hof der Coperchinis gewesen sei, aber ein Text von 1805, verfasst von dem Sachverständigen Fortunato Canali über die Konstruktionsweise einer Brücke über den Taro widerspricht dieser These:

„(...) fa fede tra li molti altri fabbricati ivi corrosi, l’antico e robusto castello di Madregolo due miglia circa sopra la Romea ora assorbito dal Taro, di cui non rimangono che le vestigia in mezzo all’alveo (...)“
(dt.: (...) ist authentisch unter den vielen anderen verfallenen Gebäuden dort, das alte und robuste Castello di Madregolo, etwa 2 Meilen oberhalb der Romea, die in den Taro mündet, von der nur die Überreste im Flussbett geblieben sind (...))

Dies unterstützte die These, dass die Burg zerstört wurde und dass sie im Flussbett des obengenannten Taro gelegen hat.

## Beschreibung
Die ursprünglich auf dem rechten Ufer des Taro gelegene Burg wurde im Pianta della città di Parma e del suo territorio (dt.: Plan der Stadt Parma und ihrer Umgebung) von 1460, kurze Zeit nach ihrer Zerstörung, als großer, zweistöckiger, zinnenversehener Turm mit Schießscharten im Erdgeschoss beschrieben.